# 1611 Beyer
1611 Beyer eller 1950 DJ är en asteroid i huvudbältet, som upptäcktes 17 februari 1950 av den tyske astronomen Karl Wilhelm Reinmuth i Heidelberg. Den har fått sitt namn efter astronomen Max Beyer.
Asteroiden har en diameter på ungefär 24 kilometer och den tillhör asteroidgruppen Hygiea.